# Zenon Jaskuła
Zenon Jaskuła, född den 4 juni 1962 i Śrem, Polen, är en polsk tävlingscyklist som tog OS-silver i lagtempoloppet vid olympiska sommarspelen 1988 i Seoul. Han placerade sig även på tredje plats totalt i Tour de France 1993.